# Лепе, Марио (футболист, 1965)
Марио Энрике Лепе Гонсалес (исп. Mario Enrique Lepe González; род. 25 марта 1965, Сантьяго) — чилийский футболист и футбольный тренер, выступавший на позиции полузащитника.

## Карьера

### Клубная карьера
Во взрослом футболе дебютировал в 1984 году в клубе «Универсидад Католика», за который выступал на протяжении всей своей игровой карьеры, продолжавшейся 16 лет. Вместе с клубом трижды становился чемпионом Чили, а также четырежды завоёвывал национальный кубок. Кроме того, в 1993 году команда вышла в финал Кубка Либертадорес. Завершил футбольную карьеру в 2000 году в возрасте 35 лет.

### Карьера в сборной
14 мая 1985 года дебютировал в официальных матчах в составе национальной сборной Чили в товарищеском матче против Аргентины. Лепе выступал в составе сборной в матчах отборочного этапа чемпионата мира в Мексике 1986 года. В 1993 году он был вызван тренером сборной Артуро Салахом для участия в Кубке Америки 1993 года, где Лепе сыграл во всех трёх этапа.
Всего в составе сборной принял участие в 24 матчах, отметившись одним забитым мячом.

### Тренерская карьера
В 2011 году официально возглавил тренерский штаб клуба «Универсидад Католика» после того, как в 2008 году временно исполнял обязанности главного тренера. 19 апреля 2012 года он был уволен с этого поста после того, как команда не прошла в следующий этап Кубка Либертадорес.

## Достижения
«Универсидад Католика»
- Чемпион Чили: 1984, 1987, 1997
- Обладатель Кубка Чили: 1983, 1984, 1991, 1995